# Young Guns
Young Guns (bra: Os Jovens Pistoleiros; prt: Jovens Pistoleiros) é um filme de faroeste estadunidense de 1988, dirigido por Christopher Cain.
O roteiro, de John Fusco, é uma releitura das aventuras de Billy the Kid durante a Guerra do Condado de Lincoln, que aconteceu entre 1877 e 1878 no Novo México, Estados Unidos. Por isso, foi filmado em e ao redor do Novo México. O historiador Dr. Paul Hutton chamou Young Guns de "o mais historicamente realista de todos os filmes anteriores de Billy the Kid".
Em 1990, a sequência deste filme, Young Guns II, foi lançada.

## Enredo
O filme conta a história do famoso William H. Bonney - Billy, the Kid e os "Reguladores" na busca pelos responsáveis pela morte do patrão e amigo John Tunstall. Mas Billy e seus pistoleiros acabam assassinando os culpados em vez de trazê-los de volta à cidade, passando também a ser caçados pela lei.

## Elenco
- Emilio Estevez como Billy the Kid
- Kiefer Sutherland como Doc Scurlock
- Lou Diamond Phillips como Jose Chavez y Chavez
- Charlie Sheen como Richard "Dick" Brewer
- Dermot Mulroney como Stephens
- Casey Siemaszko como Charlie Bowdre
- Terence Stamp como John Tunstall
- Jack Palance como Lawrence G. Murphy
- Terry O'Quinn como Alexander McSween
- Sharon Thomas como Susan McSween
- Geoffrey Blake como J. McCloskey
- Brian Keith como Buckshot Roberts
- Patrick Wayne como Pat Garrett
- Randy Travis como Gatling Gunner (não creditado)